# Cold Case Files: Vol. 2
Cold Case Files: Vol. 2 (с англ. — «Файлы Нераскрытого Дела: Том 2») — сборник неизданных песен американской хардкор-рэп-группы Onyx, выпущенный 10 августа 2012 года лейблом Major Independents. Физические копии стали доступны 23 января 2014 года. На этом сборнике собраны синглы и утраченные студийные записи из альбомов группы.
Сборник был спродюсирован Keith Horne, Onyx, 8-Off Assassin, 3rd Eye (также известный как Jesse West) и Jam Master Jay. В записи альбома приняли участие Naughty By Nature, Biggie Smalls, 3rd Eye (также известный как Jesse West), Gang Green (X1, Sife, Still Livin'), All City (Greg Valentine), Jared «Choclatt» Crawford и Tracy «Sunshiine» Woodall.

## Предыстория
Одной из главных находок этого сборника стал трек «Flip Dat Shit». В январе 1993 года на звукозаписывающей студии The Hit Factory в Нью-Йорке команды Naughty By Nature, Onyx, Biggie Smalls, Sean «Puffy» Combs и продюсер/рэпер Jesse West (также известный как 3rd Eye) объединяются для записи трека под названием «Flip Dat Shit». Они записали его специально для саундтрека к новому на тот момент фильму Кто этот тип?. Спустя много лет фанаты смогли услышать этот трек благодаря DJ JS1, который передал эту оцифрованную с кассеты запись Sticky Fingaz из Onyx, который в свою очередь добавил этот трек в сборник Cold Case Files: Vol. 2.
Песня «To All Ya’ll Crews, Whatever», которая не вошла на альбом All We Got Iz Us, была позже опубликована в CD-качестве на сайте группы Onyx в 2016 году. Ранее этот трек был выпущен на сборнике Cold Case Files: Vol. 2 в плохо оцифрованном кассетном качестве.

## Приём критиков
На сайте BOOM BAP REVIEWS сборник Cold Case Files: Vol. 2 встретил положительный отклик со словами «сама природа этого проекта должна быть находкой для поклонников Оникса».

## Список композиций
| #    | Название | Участвующие гости                                                | Продюсер(ы)                        | Семплы | Длительность | Год  |
| ---- | --- | ---------------------------------------------------------------- | ---------------------------------- | --- | ------------ | ---- |
| 01.  | «Set It Str8»                                                                                                | X1 & Sife (a.k.a. Certified from Gang Green)                     |                                    | - «Mystique Blues» by The Crusaders (1971) | 3:55         | 1997 |
| 02.  | «Kidz From Queens»                                                                                           | Still Livin'                                                     |                                    | - «The World Is A Ghetto» by War (1972) | 3:41         | 1995 |
| 03.  | «Bring It» (also known as «Hey!») (The Philadelphia Flyers half time anthem)                                 |                                                                  | Keith Horne                        | - «Rock 'N Roll, Part 2» by Gary Glitter (1972) | 4:02         | 1998 |
| 04.  | «Hi Hoe» |                                                                  |                                    | - «What Are You Doing The Rest Of Your Life» by Cal Tjader (1971)                                                                                       | 3:03         | 1997 |
| 05.  | «Crime Stories»                                                                                              |                                                                  |                                    | - «Throw Ya Gunz» by Onyx (1992) | 4:41         | 1997 |
| 06.  | «Punk Motherfukaz» (Full Length)                                                                             |                                                                  | Onyx; 8-Off Assassin (co-producer) | - «Long Red» by Mountain (1972) | 4:40         | 1995 |
| 07.  | «To All Ya’ll Crews, Whatever»                                                                               |                                                                  | Onyx                               | - «The Breakdown (Part II)» by Rufus Thomas (1971) - «Here 'N' Now» by Onyx (1993)                                                                      | 3:20         | 1995 |
| 08.  | «Anything Goes»                                                                                              |                                                                  | Onyx                               | - «Foxy Lady» by Jimi Hendrix (1967) - «Come Together» by The Beatles (1969)                                                                            | 3:20         | 1997 |
| 9.   | «Give It All You Got»                                                                                        | Greg Valentine                                                   |                                    | - «Risin' To The Top» by Keni Burke (1982) | 3:43         | 1999 |
| 10.  | «Flip Dat Shit»                                                                                              | Naughty By Nature, Biggie Smalls and 3rd Eye (a.k.a. Jesse West) | 3rd Eye                            | - «Nautilus» by Bob James (1974) - «16 Bars» (Live at the Lyricist Lounge) by Biggie Smalls (1993)                                                      | 4:10         | 1993 |
| 11.  | «Pussy On The Regular»                                                                                       |                                                                  | Keith Horne                        | - «Coldblooded» by James Brown (1974) | 4:03         | 1997 |
| 12.  | «Take That» (Full Version)                                                                                   |                                                                  | Keith Horne                        | - piano from «Rhapsody Rabbit» (1946) | 4:03         | 1996 |
| 13.  | «Raze It Up» (Demo version with different lyrics)                                                            |                                                                  | Keith Horne                        | - piano from Yusef Lateef - drums from «Uphill Peace of Mind» by Kid Dynamite - drums from «Flava In Ya Ear» by Craig Mack - bassline from Ohio Players | 4:03         | 1996 |
| 14.  | «Love Of Money '96» (Unreleased rock version with different lyrics)                                          | X1 & Chocolate                                                   |                                    | - «Repent Walpurgis» by Procol Harum (1967) - «For The Love of Money» by The O’Jays (1973)                                                              | 4:55         | 1996 |
| 14b. | «You Must Be Outta Your Mind»                                                                                | X1 & Sunshine                                                    |                                    | | 3:44         | 1997 |
| 15.  | «We Comin' Thru Ya’ll» (a similar beat was used later on «Ghetto Starz»)                                     |                                                                  | Keith Horne                        | - «Miss You» by The Rolling Stones (1978) | 3:57         | 1997 |
| 16.  | «Walk In New York» (Jam Master Jay original «working» version with different beat and some different lyrics) |                                                                  | Jam Master Jay                     | | 3:18         | 1995 |

Примечания:
- Информация о сэмплах была взята из сайта WhoSampled.[4]

## Участники записи
Участники записи для альбома Cold Case Files: Vol. 2 взяты из CD буклета.
- Оникс — исполнитель, вокал, продюсер
- Фредро Старр — исполнитель, вокал
- Стики Фингаз — исполнитель, вокал, исполнительный продюсер
- Сонни Сиза — исполнитель, вокал
- Naughty By Nature — приглашённый артист
- Biggie Smalls — приглашённый артист
- 3rd Eye (a.k.a. Jesse West) — приглашённый артист
- Gang Green — приглашённый артист
- X1 — приглашённый артист
- Sife — приглашённый артист
- Still Livin' — приглашённый артист
- All City — приглашённый артист
- Greg Valentine — приглашённый артист
- Jared «Choclatt» Crawford — приглашённый артист
- Tracy «Sunshiine» Woodall — приглашённый артист
- Keith Horne — продюсер
- Jam Master Jay — продюсер
- 8-Off Assassin  — продюсер
- 3rd Eye (a.k.a. Jesse West) — продюсер
- Paul Scavone — сотрудник по подготовке материалов, руководитель альбома